# Aluísio da Silva Neres Júnior
Aluísio da Silva Neres Júnior – noto solo come Júnior – (Conceição de Macabu, 25 marzo 1979) è un ex calciatore brasiliano, di ruolo difensore.

## Carriera

### Club
Conta 31 presenze nel massimo livello del calcio brasiliano con la maglia del Botafogo e 53 presenze in quello turco con il Bursaspor.